# 日野OL不倫放火殺人事件
日野OL不倫放火殺人事件（ひのOLふりんほうかさつじんじけん）とは、1993年（平成5年）12月14日、東京都日野市で発生した放火殺人事件であり、幼児2人が焼死した事件である。

## 事件の概要
1993年（平成5年）12月14日、東京都日野市に在住するBは、出社するために妻が運転する自動車で鉄道の最寄駅に向かった。Bの職場の部下でBの不倫相手だったA（当時27歳）は、そういったBの通勤経路・時間帯を熟知していた。事件当日、Aは保有していたB宅の玄関ドアの鍵を使用して、B夫妻の不在時間帯にBの自宅に侵入。室内にガソリンを散布して放火し、Bの自宅を全焼させた。その結果、別の部屋で就寝中だったBの長女（当時6歳）と長男（当時1歳）が焼死した。
Bと元不倫相手Aとの不倫関係は、Bの妻に関係が発覚した後に終了していた。しかし、元不倫相手AのBに対する恋愛感情や、AとB夫妻との間に発生した紛争から、警察はAはBに対して怨恨感情を持っていたと推測。Aが真犯人の可能性が高い被疑者と推定していた。しかし、警察は公判を維持し有罪判決を獲得するために必要で十分な証拠を集積できず、Aの逮捕に踏み切れない状況だった。が、Aは父親に説得され、警察の捜査が身辺に迫ったことを察知して、翌年の1994年（平成6年）2月6日午後、警察に出頭。事件発生から出頭前日まで、Aはいつも通り出勤していた。

## 被疑者の逮捕後の報道
被疑者Aと、Aの元不倫相手のBの出会いと、Aによる放火殺人に至るまでの経緯が明らかになると、多くのメディアはAを騙したBを非難した。また「Bの妻は、Aが精神的に耐えられなくなり犯行を犯すまで追い込んだ。よってBの妻に根本的な原因と責任があり、Aは被害者である」と評価し、Aに対して同情的な報道を繰り返した。
さらに、「ガソリンを散布して放火し、子供2人を焼殺し、自宅や周辺家屋も延焼させたこと」に関し、メディアはAを非難せず「成人の男女がお互いの身上を認識して不倫関係になり、結果として家庭の平穏を侵害したこと」や「BだけでなくAも避妊の努力をしなかったこと」、「そもそも避妊を拒否したのはAである」「（Bに要求されたとしても）最終的にはAの判断で中絶したこと」「二度目の中絶はAが独断で決めたこと」など、メディアは責任を十分に問うことなく、Aに共感・同情した報道・評論を繰り返した。

## 加害者Aの経歴・性格・考え方
Aは東京都23区内で出生・成育した。Aは几帳面、何事に対しても真摯に取り組む、他人を安易に信用する、願望を現実と思い込む、自己と他者の性格・感受性・考え方を客観的に認識・考察する能力が低い、物事に対する執着心が強い、決断に時間がかかる優柔不断性、開放的、社交的などの性格・感受性・考え方の傾向を持っていた。
小学校から大学まで学業優秀であり、大学を浪人して就職するまで特定の男性と恋愛関係になった経験はなく、男性と性関係を持った経験もなかった。Aは就職後に出会ったBに対して恋愛感情を抱き、Bに妻子がいることを知りながら不倫関係になった。

## 犯行の経緯・動機
Aは大学卒業後、東京都港区に本社がある電機メーカーに就職し、府中市にある事業所のシステム開発部門に配属された。BはAの配属先の直属の上司であり、配属されてから間もなくお互いに恋愛感情を抱くようになった。Bは妻子がおり、Aは独身だったが、お互いの家族状況を認識しながら不倫関係になった。1991年4月、Bの妻が流産したのを機に、二人はますます親密になり、二人だけで酒を飲み歩くようになる。同年8月6日、AはBを自宅に招き入れ性関係を持った。
不倫関係・性関係が継続する状況で、1992年、Bの妻が妊娠した。妻の妊娠を知ったAは、避妊しながら肉体関係を持つ自分に比べて、避妊を選ぶことなく妊娠できる妻に激しく嫉妬して、2回ほど自ら避妊を拒否する。やがて同年4月にAの妊娠発覚。BはAに対して「いずれ妻とは離婚してAと結婚するつもりだ」と虚偽の意志を伝え、「今はまだ妻との離婚が成立していないので中絶するように」とAに要求。Aはこの要求を受け入れて中絶した。手術後、AはBにもう二度と中絶手術を受けたくないから、今後は必ず避妊するよう要求した。Bは「わかった」と言うものの、実際は避妊を拒否することも度々あった。
Bの妻が臨月に入ると、Bの妻は出産のために自分の両親宅に滞在。その間、AとBはBの自宅で同棲生活をしていた。Bは妻が第二子を出産した後も、Aに対して「来年になったら妻と離婚してAと結婚する」と言ったが、実行しなかった。
その後、Aは2回目の妊娠。しかしBから再度の中絶を要求される前に自らの意志で中絶を決意。（後年弁護士に送った手紙によると、2回目の中絶理由は、Bと再婚して2人の子供を引き取るためでもあったと告白している）
1993年5月18日、不倫関係がBの妻に発覚。Bの妻はBを激しく非難し、Bに対して「Aとの関係を選択して自分に慰謝料を支払って離婚するか、それともAとの関係を解消して自分との夫婦関係を継続するか」と、どちらかの選択を要求した。BはAとの不倫関係を解消し、夫婦関係を修復して継続すると表明した。Bは妻の要求にしたがってAに不倫関係の解消を電話で伝えた。
この電話の際、Bの妻はAに対して不倫関係に及んだことを責め、自分たち夫婦と家庭の平穏をAに侵害されたことを厳しく非難した。これを受けてAは謝罪したが、電話での厳しい抗議はその後も続き、Aは精神的に不安定な状態になっていた。Bの妻から「私は子を2人生んで育てているが、Aは2回妊娠して2回とも胎内から掻きだす女だ」と嘲笑されたことがきっかけで、Aは中絶したことに対する自責の念がB家族に対する憎悪に転化し、「B夫妻にも子供を失う感情を体験させてやる」という報復感情に支配されて、B夫妻の自宅に放火し子供2人を焼殺した。

## 裁判の経過・結果
裁判においてAの弁護人は、この事件は、犯罪的・暴力的・破壊的な性格・感受性・考え方の傾向が全く無かったAが、Aを性欲の対象としてもてあそぶことしか考えないBに、虚言により騙されて心と体を傷つけられたことが原因であったと主張した。加えて、被告人は犯行当時は心神耗弱だったとし、情状酌量による減刑を主張した。
地方裁判所・高等裁判所・最高裁判所のいずれも、上記の弁護人の主張を一部認定し、Bを人道・道徳・倫理の観点で問題があったと指摘した。一方で、法的な観点からBの責任を問うことはなく、この事件の犯行の根本的な原因・責任はAの性格・感受性・考え方の短所・欠点が現象形態として作用したとする検察官の主張を認定した。
- 1996年1月19日、東京地方裁判所はAに対して、検察の主張を全面的に認定して、検察の求刑どおり無期懲役の判決を下した。被告人と弁護人は、裁判所が検察の主張を全面的に認定したのは被告人の精神的及び肉体的被害が考慮されておらず、量刑が過重であると言う理由で6日後に控訴した。
- 1997年10月2日、東京高等裁判所は地裁の判決を維持し、被告人・弁護人の控訴を棄却した。被告人と弁護人は、裁判所が検察官の主張を全面的に認定したのは被告人の精神的及び肉体的被害が考慮されておらず、量刑が過重であると言う理由で上告した。
- 2001年7月17日、最高裁は地裁の判決を維持し、被告人・弁護人の上告を棄却。Aの無期懲役が確定した。
- B夫妻が子供2人を殺害されたことに関してAに損害賠償を求めた裁判では、Aの両親がB夫妻に1500万円を賠償金として支払ったことに加えAがB夫妻に3000万円の賠償金を支払うことで和解が成立した。

## その他
Aは裁判中に講談社が発行する雑誌『月刊現代』で、弁護士に宛てた私信を公表。「獄中手記　私が落ちた愛欲の地獄」というタイトルがあったが、「タイトルは現代編集部がつけたもので、本文はAが書いたものではなく編集部がまとめたもの」という断り書きがあった。
やがてAは受刑開始後、創出版が発行する雑誌『月刊創』において、「不倫放火殺人OLと呼ばれて」という手記を発表して、自分がB夫妻の自宅に放火し、B夫妻の子供2人を焼殺し、B夫妻の自宅を全焼させたことは深く反省していること、自分が焼殺したB夫妻の子供2人に対しては毎日冥福を祈願していることを表明したが、自分もまた被害者であるという面があることを理解してほしいと訴えている。
Bはこの事件で勤務先を実質的に解雇（形式としては自己意思による退職）された。B夫妻の間には事件後、1男1女が生まれた。

## 関連作品
この事件を野田秀樹が2008年にTHE DIVERにて劇化し、イギリスで上演された。また、日本でも公演を行った。

### 映画
- 性犯罪事件簿　ダブルフェイス（2001年) / 監督：小松越雄 / 主演：丸純子

## Aによりメディアに向けて公開された手記（公開書簡も含む）
刊行物であるが著者名は記さない。
- 「なぜNECエリートOLは幼児二人を焼死させたか? 一審無期懲役の女囚が綴った悔恨と怒りの書簡初公開 『私が堕ちた愛欲の地獄』」、『現代』30巻9号、42-69頁、1996年9月。
- 「無期懲役確定、下獄直前に書かれた手記 『不倫放火殺人OL』と呼ばれて…（1）」、『創』32巻2号、102-111頁、2002年3月。
- 「手記 獄中者に人権はないのか 『不倫放火殺人OL』と呼ばれて…（2）」、『創』32巻3号、92-101頁、2002年4月。
- 「『不倫放火殺人OL』と呼ばれて…（3）知られざる『塀の中』のセクハラ事情」、『創』32巻5号、126-134頁、2002年6月。
- 「無期懲役囚の特別手記（4）知られざる『塀の中』のセクハラ事情（続）」、『創』32巻6号、116-123頁、2002年7月。
- 「無期懲役囚の特別手記（最終回）拘置所に届いた大学入学通知」、『創』32巻7号、106-122頁、2002年8月。